# Dette décotée
 (novembre 2023).
Si vous disposez d'ouvrages ou d'articles de référence ou si vous connaissez des sites web de qualité traitant du thème abordé ici, merci de compléter l'article en donnant les références utiles à sa vérifiabilité et en les liant à la section « Notes et références ».
Une dette décotée est une dette déclassée par les agences de notation. Une dette décotée a un taux de rendement supérieur à celui de l'emprunt d'État (de plus de 10 %), rémunérant le risque très élevé qui lui est associé.
Les hedge funds achètent la « distressed debt » sur un marché pesant 0,68 % du total des emprunts à « haut rendement » en Europe (pour 1,95 % aux États-Unis).[réf. souhaitée]